# Søren Maretti
Søren Maretti (27 de septiembre de 1997) es un deportista danés que compite en piragüismo en la modalidad de maratón. Ganó dos medallas en el Campeonato Europeo de Piragüismo en Maratón, en los años 2022 y 2024, ambas en la prueba de K2.

## Palmarés internacional
| \| Campeonato Europeo \| Campeonato Europeo \| Campeonato Europeo \| Campeonato Europeo \| \| Año \| Lugar \| Medalla \| Competición \| \| ------------------ \| --------------------- \| ------------------ \| ------------------ \| \| 2022 \| Silkeborg (Dinamarca) \| Medalla de bronce \| K2 \| \| 2024 \| Poznań (Polonia) \| Medalla de oro \| K2 \| |                       |                   |             |
| Campeonato Europeo |                       |                   |             |
| Año | Lugar                 | Medalla           | Competición |
| 2022 | Silkeborg (Dinamarca) | Medalla de bronce | K2          |
| 2024 | Poznań (Polonia)      | Medalla de oro    | K2          |